# Џубокс (часопис)
Џубокс је био југословенски музички часопис који је с прекидима излазио 20 година: од 1966. до 1986. Био је први и вероватно најзначајнији лист у СФРЈ који се бавио рок музиком и сродним темама, а такође и први источноевропски рокенрол магазин.
Историја Џубокса могла би да се подели на два дела: први и краћи је период друге половине 60-их прошлог века када га је објављивала београдска издавачка кућа Дуга, а други је време од средине 70-их до средине 80-их када је издавач било предузеће Дечје новине из Горњег Милановца. У оба случаја редакција се налазила у Београду.
Џубокс је најпре излазио као месечник, па двонедељник, да би током 1981. почео да излази и до три пута месечно. Од марта до јула 1983. по узору на британски New Musical Express, лист је са магазинског прешао на класични новински рото формат са углавном успелим планом уредништва да излази једном недељно. Након шестомесечне паузе, следећи број је објављен у децембру 1983. и Џубокс је до краја излажења објављиван једном месечно на старом формату.

## Први период: 1966—1969.
Први број Џубокса објављен је 3. маја 1966. године као специјални додатак часописа Филмски свет, мада је Џубокс излазио самостално. На насловној страни је била фотографија младе и већ славне групе The Rolling Stones (потписана са „Ансамбл Ролинг стоунс“), а примерак је коштао 1,50 нових или 150 старих динара. До јуна 1969. је изашло 39 бројева, а последњих шест месеци лист се звао Нови Џубокс.
Гладној публици највеће задовољство су представљале необичне грамофонске плоче, тзв. фолије, које су у оквиру „Џубокс дискотеке“ доносиле „последње хитове из области бит музике“. Плоче су биле за краткотрајну употребу и бацале су се после одређеног броја слушања. Неке су касније постале дискографски раритети у светским размерама.
Оснивач и први уредник Џубокса био је Никола Караклајић, међународни шаховски мајстор, те водитељ и уредник емисија Вече уз радио, Музички аутомат и Састанак у девет и пет на Радио Београду. У интервјуу за документарну серију Роковник Караклајић је поводом оснивања Џубокса изјавио: "Очигледно је било да постоји огромно интересовање младих за часопис и ми смо одлучили да часопис излази једном месечно. Пошто није било много новинара који су били добро информисани о рок музици, позвали су ме да будем уредник. Ја сам неке часописе добијао из иностранства, па сам користио трикове из њих. Први број је штампан у 100.000 примерака, а продат је у року од три дана".
Паралелно с Џубоксом, током 1968. и 1969. изашла су 33 броја Мини џубокса („лист за музику, забаву и моду“) који је уређивала Вишња Марјановић и који је поред рок музике обрађивао и разне друге теме које су занимале тадашњу омладину.
Марјановићева је за Роковник рекла: "Било је на ивици скандала да објављујемо фотографије неких чупавих момака на насловној страни, да пишемо о страним музичарима, а да немамо никакве текстове о нашим певачима, да објављујемо текстове на енглеском језику итд. Било је то прилично револуционарно и необично...".
Историчарка Радина Вучетић у научном раду Рокенрол на Западу Истока: случај Џубокс пише како се примарна улога Џубокса 60-их - да промовише рокенрол и да подигне југословенски рок на виши ниво – показала успешном: „Поред те примарне улоге, Џубокс је успео да утиче на промене у свакодневном животу. Начин облачења, учење енглеског језика, промена ентеријера станова и диско клубова, нов начин забаве и провођења слободног времена, популаризација западног начина живота, само су неке од промена које је Џубокс иницирао или додатно појачао у склопу општих промена“.
Такође, Радина Вучетић наводи да су значајни били и политички ефекти популарности Џубокса, зато што је политичка елита мудро увидела корист од тога да рокенрол ради за систем, „пошто је било боље и политички безбедније пустити младе да беже у свет рокенрола, него да беже у свет политике, који је био оптерећен низом проблема у тој деценији“.

## Други период: 1974—1986.
Након петогодишње паузе, Џубокс је 1. јула 1974. наставио да излази у новој серији, као посебно издање часописа Лада, па се првих 25 бројева (до августа 1976) звало Ладин Џубокс. На насловној страни првог броја су биле фотографије Милене Дравић и Здравка Чолића. Од тада увек излази као Џубокс - југословенски музички магазин.
Иако је током првих годину дана то био музички часопис у коме су осим рокенрола били заступљени и остали жанрови - поп, џез, класика, чак и портрет Звонка Богдана - Џубокс ускоро постаје претежно поп-рок магазин који осим музике представља и сродне уметничке гране: филм, фотографију, стрип и књижевност и поставља темеље за будућу штампу која се бавила разним облицима градске културе.
Кроз дугачке портретне текстове важних извођача, опширне интервјуе, рецензије албума и концертне извештаје, Џубокс је читаоце речју и фотографијом водио на највеће светске и домаће концерте и фестивале, преслушавао за публику прве синглове нових група, детектовао будуће велике звезде и уводио љубитеље музике у свет нових жанрова, инструмената и целокупне поп културе.
На озбиљне професионалне ноге часопис је ускоро поставио уредник Петар Поповић Пеца, а златни период Џубокс је доживео у време новог таласа који је нештедимице подржавао.. Лист је највише тада помогао да се код нас изгради критички поглед на популарну музику, и популарну културу уопште: Џубоксови чланци, рецензије и интервјуи нису много заостајали за оним што је објављивала оновремена музичка штампа на Западу Стил неких Џубоксових писаца је очигледно грађен под утицајем тзв. новог журнализма које је афирмисао лични и субјективни поглед на теме о којима се пише.
Посебно читане рубрике су биле Писмо из Лондона дописника Саше Стојановића са најсвежијим информацијама са актуелне британске сцене или Синглови Петра Луковића у којој је - управо кроз крајње критеријуме - афирмисао младе и непознате групе, али и често кроз сатиру више него критички писао о звездама тадашње мејнстрим сцене које су уживале подршку остатка штампе.
У уводном тексту на порталу Попбокс поводом објављивања дигиталне архиве Џубокса, новинар и некадашњи читалац овог листа Небојша Ристић је навео да такав степен квалитета не би био могућ без истовремено највећег узлета домаће рок сцене којој је 'Џубокс пружио велику логистичку подршку.
Портрети најважнијих личности рокенрола су толико добри да је уз мало труда сваки од њих могао да прерасте у књигу. А неки од интервјуа, било изворни или преузети, били су толико заразни да смо се ми клинци без муке транспоновали у свет који нам је тек много година касније постао доступан. Рецензије албума су биле тако поуздане и спасоносне по наше не баш импозантне џепарце, јер су помагале да нађемо пут у, како смо тада мислили, сиромашној лиценцној продукцији.

## Аутори и уредници
За Џубокс су писали готово сви ондашњи значајни музички и филмски критичари и новинари у Југославији. Многи од њих су касније остварили завидне каријере у новинарству и публицистици, књижевности, музици, на филму, у позоришту, стрипу, дизајну, фотографији, софтверској или индустрији видео игара.
Главни уредници прве серије:
- Никола Караклајић, бројеви 1-9 (јун - децембар 1966)
- Сава Поповић, 10-33 (фебруар 1967 - јануар 1969)
- Вишња Марјановић, 34-39 (фебруар - јун 1969)

Главни уредници друге серије:
- Милисав Ћировић, 1-20 (јул 1974 - април 1976)
- Петар Поповић, 21-76 (април 1976 - јун 1977)
- Милисав Ћировић, 77-103 (август 1977 - децембар 1980)
- Бранко Вукојевић, 104-171 (јануар 1981 - јул 1983)
- Љубо Трифуновић, 172-173 (децембар 1983 – фебруар 1984)
- Радмило Мандић, 174-196 (март 1984 - март 1986)

Аутори (азбучним редом): Александар Жикић, Биљана Максић, Бранислав Рашић, Бранко Вукојевић, Владан Јовановић, Вида Црнчевић, Вицан Вицановић, Вишња Марјановић, Војо Шиндолић, Горанка Матић, Горан Гајић, Горан Цветић, Горан Лисица, Гордан Шкондрић, Давор Бутковић, Дарко Главан, Динко Туцаковић, Жељко Антовић, Златко Гал, Драган Кремер, Драган Папић, Дражен Врдољак, Љубо Трифуновић, Младен Вукмир, Милчо Манчевски, Миломир Марић, Милисав Ћировић, Мирослав Беговић, Миша Савић, Момчило Рајин, Небојша Пајкић, Недељко Деспотовић, Ненад Полимац, Никола Караклајић, Петар Јаконић, Петар Јањатовић, Петар Луковић, Петар Поповић, Предраг Аћимовић, Предраг Поповић, Радован Вујовић, Саша Ракезић, Саша Стојановић, Слободан Коњовић, Слободан Трбојевић, Слободан Цицмил, Срђан Вејвода, Рајко Роки Двизац, Љубинко Живковић, Саша Стрижак, Марко Лопушина...
Такође, као сарадници су се повремено појављивали и неки рок-музичари: Душан Којић Која из Дисциплине Кичме (најчешће под псеудонимом Новица Таласић), Корнелије Ковач, Мића Марковић, Зоран Маринковић и Горан Марић из Бјесова и други.

## Издавање књига
Џубокс је такође објавио и биографије познатих светских рокенрол имена као што су Bob Dylan, Led Zeppelin, Pink Floyd, The Rolling Stones, Jimi Hendrix, збирку интервјуа америчког часописа Rolling Stone или Илустровани рок алманах са календаром најважнијих р’н’р догађаја до 1980.
Дарко Главан је у оквиру „Џубокс библиотеке“ 1980. објавио књигу PUNK: Потпуно Увредљиво Негирање Класике, први домаћи студиозни преглед најзначајнијих америчких и енглеских панк аутора тог доба.

## Писма читаоца
Посебно популарна рубрика је била Без длаке на перу у којој су читаоци кроз намерно претеривање и горки хумор често изражавали подршку, али још чешће неслагања са критичарским ставовима Џубоксових аутора. Ево неколико примера таквих реакција:
- “Седим тако и замишљам вас у редакцији Џ. Замишљам ликове. Матори, излапели, проседи и проћелави. Неактивни. Пијете кафу. Зезате се на рачун писама која вам стижу. Оговарате. Псујете. Ви сте дебили. Или још горе: ви сте идиоти. Немате појма са животом, а још мање са музиком. Имате основну школу, а неки ни то (нећу да вас именујем). Да ли сам у праву?” (Саша Павичевић, Нови Сад)
- “...Рећи ћу вам једноставно без околишавања: постали сте обични педери. Будите бар једном људи и сакупите довољно храбрости па објавите неко писмо у коме вас не хвале. (...) Нови талас волим али признајем да не заслужује 50 одсто листа. Уздигли сте га до неба и његови најпрљавији представници серу по Џ. одозго.” (Станиша Николић, Владичин Хан)
- "Кремеру, оно са Смаком ти је било одлично. Тако и треба са њима. Био сам на концерту и потврђујем све што си написао." (Ђоле, Београд)
- "Кремеру, за оно што си писао у броју 117 о концерту Смака нећемо тебе кривити. Ти си већ сада промашен тип, то је свима јасно ако су прочитали оне твоје бљувотине. Како ти, бре, није јасно да је Смак легенда?" – (Guitar boy, Београд)
- "Кремеру, ако имаш муда, дођи у Крагујевац." (Лола, Смак)
- "Игор М. ки служиш војашки рок в Љубљани! Твој наслов сем с првим писмом изгубила, зато ми га поново пошаљи, рада би ти доказала да рес нисем кретен. Хвала за слико." (Данијела, Копер)
- “Како оправдати појаву многих група које су живот живеле за тај свој први сингл, а које су своје битисање завршавале под пресом Луковићевог егоизма и неретко садизма. Али зато, насупрот томе, у небеса подизани су Шарло Акробата, Електрични Оргазам, Идоли, Хаустор...” (Читаоци из Скопља)

## Извођачи са највише насловних страна
- The Rolling Stones – 10 пута
- Бијело Дугме – 9
- The Beatles – 7
- Рибља Чорба – 8
- Здравко Чолић – 5
- Парни Ваљак – 4
- Bob Dylan – 4
- Смак – 3
- Led Zeppelin – 3
- Леб и Сол – 3
- Идоли – 3
- Eric Clapton – 3
- Азра – 3
- Yu Grupa – 3
- David Bowie - 3

## Значај и утицај
Џубокс је био без конкуренције у домаћим медијима. Сцена је расла, бендови су се појављивали један за другим те преко ноћи освајали насловне странице овог листа, публика је била све бројнија, а малобројни дискографи су трљали руке. И данас се цитирају поједини аутори текстова објављених у Џубоксу, а неријетко се позива и на поједине рецензије и/или ставове изречене и написане у њему.
Култ Џубокса расте малтене од самог оснивања и траје до данашњих дана. Говор о овом магазину, како су године и деценије пролазиле, довео га је до мита. Овај мит продубио је један други феномен, са њим уско повезан – југоносталгију, те заједно творе веома погодно тле за носталгичне, понекад истините и критички оријентисане написе, а понекад пак, оне које по форми и садржају не одговарају новинском чланку и критици, већ пре роману.
Џубокс је, можемо рећи, у периоду када је омладина била гладна знања о новој култури и том новом стилу живота који је рокенрол носио собом, имао просветитељску улогу. Овај магазин је поставио стандарде који опстају и данас. Ипак Џубокс је урадио и много више – кроз своје приказе филмске, ликовне и музичке уметности интегрисао је популарну културу у сферу „високе“ уметности.
Аутор  енциклопедије Петар Јањатовић мисли да се касније никада више нису појавиле новине које су имале такав утицај. „Ту се једноставно окупила екипа људи који су волели исту ствар. Касније смо готово сви радили у листу Рок, који је био популаран и имао већи тираж, али квалитетом није превазишао Џубокс. Овај, пак, никада није имао тираж као Рок, али је један број читало њих петоро“.
Један од Џубоксових новинара Александар Жикић мисли да је тај лист последњи забележени случај да су медији коришћени искључиво за нешто што је добро. Жикић се сећа да је Џубокс био први часопис на чијој насловној страни су се појавили Шарло Акробата, Електрични Оргазам, Идоли... „Џубокс је био добро прихваћен у свим урбаним центрима бивше Југославије. Није он био савршен, имао је гафова, објављивао је и Бијело Дугме и Сребрна Крила на насловној страни и свашта, разне глупости. Међутим, и да је имао много више грешака, ређе је био одвратан него већина других медија и много мање се поводио за оним `то народ воли`, што је фраза која служи као изговор за уваљивање најгорег ђубрета.“
У интервјуу за недељник Време, певач Партибрејкерса Зоран Костић Цане је описао значај Џубокса за његову генерацију:
| „ | Музика има терапеутско дејство. Па и сви ти "Џубокси", које сам од броја 54 почео да купујем, за сваки број се будим и идем да га купим. И данас ме то прати, стално се распитујем ко има старе бројеве. Ја сад имам све бројеве "Џубокса", од првог броја, а ове од броја 54 наовамо – те сам милијарду пута прочитао. Све сам упијао. Они су и даље очувани, као и моје плоче. (...) Пошто сам учио руски у школи, и нисам учио енглески него сам проваљивао – онда једну реч у тексту песме схватиш, па путујеш до друге, вршиш реконструкције тога шта је неко хтео да каже. У "Џубоксу" су биле речи неких песама, па кад видиш преведено, кажеш себи "па ја сам мислио да је то нешто боље", пошто је енглески тако милозвучан језик, кратке су речи, тамо можеш било шта да певаш, на том језику све лепо звучи. Причам како је било, а за мене са 14 година је било важно што сам ишао у Кикинду, код рођака, јер све те провинције, као што смо и ми из Београда провинција за неке, хоће да буду што одистинскије, све то схватају јако озбиљно. Ја сам у Кикинди видео у дискотеци људе који играју са офарбаним лицима, као Kiss, рибе које ђускају полуголе малтене, лудило, лудило. И тај мој рођак је куповао "Џубокс", па сам му узео неке бројеве и никад му нисам вратио – и дан-данас му кажем да су још увек код мене, да не брине. Наравно, то ништа не ваља, али може да се скапира, пошто су речи живе, како си ту нешто провалио, хоћеш да будеш озбиљан, излазиш пред мрак, па хоћеш својим речима да осветлиш тај мрак. То је као кад сам читао "Џубокс", па гледам Игија Попа, гледаш га и вршиш самохипнозу, реконструкцију догађаја које ниси видео. Ја сам тек касније видео ту сцену кад он у Синсинатију стоји на људима, са теглом са кикирики путером коју му је неко дао. То је било објављено у "Џубоксу" као почеци панка. Имао си у "Џубоксу" и оне текстове о осморици највећих блузмена, са избором њихових најбољих плоча, а ти све то преписујеш да можеш негде да набавиш, уз то слушаш "Блуз сат" на Радио Београду 202 да чујеш све то. | ” |

## Џубокс на интернету
Некадашњи музички критичар Џубокса Предраг Поповић је са групом сарадника 2004. године у Београду основао удружење грађана "Друштво љубитеља популарне културе" које је крајем године лансирало web магазин Попбокс са децентрализованом архивом Џубокса (серија 1974-1986). "Друштво љубитеља популарне културе" је 2005. објавило књигу изабраних текстова некадашњег Џубоксовог уредника Бранка Вукојевића Како је био рокенрол.